# قربط برتغالي
قربط برتغالي (الاسم العلمي: Filago lusitanica) هو نوع من النباتات يتبع جنس القربط من الفصيلة النجمية.